# Municipio de Fabius (Míchigan)
El municipio de Fabius (en inglés: Fabius Township) es un municipio ubicado en el condado de St. Joseph, en el estado estadounidense de Míchigan. En el año 2010 tenía una población de 3248 habitantes y una densidad de 35,68 personas por km².

## Geografía
El municipio de Fabius se encuentra ubicado en las coordenadas 41°56′21″N 85°41′57″O / 41.93917, -85.69917. Según la Oficina del Censo de los Estados Unidos, el municipio tiene una superficie total de 91.02 km², de la cual 82,97 km² corresponden a tierra firme y (8,85 %) 8,05 km² es agua.

## Demografía
Según el censo de 2010, había 3248 personas residiendo en el municipio de Fabius. La densidad de población era de 35,68 hab./km². De los 3248 habitantes, el municipio de Fabius estaba compuesto por el 95,94 % blancos, el 1,32 % eran afroamericanos, el 0,31 % eran amerindios, el 0,58 % eran asiáticos, el 0,4 % eran de otras razas y el 1,45 % eran de una mezcla de razas. Del total de la población el 1,88 % eran hispanos o latinos de cualquier raza.